# Prolesje
Prolesje (cyr. Пролесје) – wieś w Serbii, w okręgu pczyńskim, w gminie Trgovište. W 2011 roku liczyła 39 mieszkańców.